# Papercut
„Papercut“ je píseň americké rockové skupiny Linkin Park. Byla vydána jako třetí singl z jejich debutového alba Hybrid Theory a objevuje se jako úvodní skladba desky. Píseň se dostala na 14. místo britského singlového žebříčku a americká asociace nahrávacího průmyslu ji certifikovala jako zlatou.

## Videoklip
Videoklip k písni natočil Nathan „Karma“ Cox. Ukazuje kapelu, jak vystupuje v obývacím pokoji luxusního domu. Vedle této místnosti se nachází další místnost. Ta je temná a ponurá. Vytváří se zde kukla a z ní se vynořují stovky vážek, což odkazuje na obal alba. Místnost se pak začne měnit, přičemž skrz stěny pronikají obličeje. Text písně se objevuje načmáraný po stěnách v temnější místnosti.

## Seznam skladeb
| Pořadí | Název                        | Délka |
| ------ | ---------------------------- | ----- |
| 1.     | "Papercut"                   | 3:05  |
| 2.     | "Points of Authority" (Live) | 3:25  |
| 3.     | "Papercut" (Live)            | 3:12  |
| 4.     | "Papercut" (Video)           | 3:13  |

## Obsazení
- Mike Shinoda – rap
- Chester Bennington – zpěv
- Brad Delson – kytary
- Joe Hahn – gramofony, sampler
- Rob Bourdon – bicí
- Ian Hornbeck – basová kytara